# Clubiona altissimus
Clubiona altissimus este o specie de păianjeni din genul Clubiona, familia Clubionidae, descrisă de Hu în anul 2001. Conform Catalogue of Life specia Clubiona altissimus nu are subspecii cunoscute.